# WWE表演中心
WWE表演中心（英語：WWE Performance Center）是美国职业摔角联盟世界摔角娱乐（WWE）的职业摔角训练学校，是WWE为摔角手进行训练、研究运动科学和医学的场所。首个分部位于美国佛罗里达州奥兰多，于2013年7月11日揭幕，第二分部位于英国伦敦恩菲尔德区，2019年1月11日揭幕。

## 历史
表演中心是WWE人才开发体系NXT的主要场地，占地26,000平方英尺（2,400平方），包括七个训练擂台（其中一个是专用于高飞动作的特殊防护地毯擂台）、一个技能与体力训练室、一个包括超慢速摄影机的编辑制片场、一个供表演者和直播播音员练习的配音室。设施于2013年揭幕，接替WWE之前的发展基地、自2008年起担任WWE发展总部的坦帕佛罗里达冠军摔角。
表演中心可同时训练65到70位摔角手。训练者的水平参差不齐，从没有摔角背景的初学者，到出身于独立摔角联盟的摔角老手。受训的摔角手改善了他们的擂台表演、力量和体力，还开发了他们的人设和性格。未来的裁判、擂台播报员、评述员和后台记者也在此接受训练。学员在全天候训练的同时，也会参加每周的NXT现场秀，亮相《WWE NXT》电视节目。此外，现任的WWE超级巨星一般也利用该设施进行训练或伤病疗养，同时监督新学员。
表演中心的教练为退役摔角手。首任主教练为比爾·迪馬特，他于2015年离开公司后，由马特·布鲁姆接任。教练团队还包括萨拉·阿玛托、罗比·布鲁克赛德、笑面诺曼、亚当·皮尔斯、迈克·奎肯布什和莎拉·斯托克。德斯提·羅茲负责学员的麦克风口才和摔角人设，直到2015年去世。表演中心还包括凱文·奈許和史考特·霍爾等嘉宾教练。
除了训练签约表演者，表演中心一般还会邀请不同体育项目的人士举行试训，包括美国内外的职业摔角手、业余摔角手、國家美式橄欖球聯盟和國家大學體育協會美式足球球员，以及其他非体育界内外的人士。
2019年1月11日，WWE在英国伦敦恩菲尔德区开设了分支机构，地点位于大剑桥工业区（Great Cambridge Industrial Estate），占地17000英尺，包括两个擂台，用于训练日后的职业摔角手。同年4月宣布计划在印度和中国增设表演中心。
2020年3月12日，受2019冠状病毒病疫情影响，WWE宣布从翌日的《SmackDown》开始，《Raw》和《SmackDown》不设现场观众在表演中心播出，直到另行通知。3月16日，官方宣布原计划4月5日在佛罗里达州坦帕雷蒙詹姆斯體育場举行的《摔角狂熱36》改到表演中心举行，同样不设现场观众。

## 2015年枪击案
2015年8月31日，奥兰治县警长办公室的几位副警长在训练中心门外开枪打伤了与他们发生冲突的29岁男子阿曼多·蒙塔尔沃（Armando Montalvo）。蒙塔尔沃是女摔角手AJ·李的“狂热粉丝”，曾屢次不顾WWE的劝阻闯入训练中心。案发几天后，阿曼多·蒙塔尔沃表示自己被警探问话时患上了躁鬱症。他于2016年2月接受审判，罪名为严重袭击、暴力抵抗警察和擅自闯入。代表他的公共辩护律师提出无罪书面辩护。
2019年4月19日，蒙塔尔沃数月前回到训练中心骚扰员工后，WWE对蒙塔尔沃申请紧急限制令。另外，蒙塔尔沃还在Instagram向WWE的摔角手和员工发威胁信。2019年5月7日，蒙塔尔沃因缺席与WWE的庭审被捕。